# Alena Masouka
Alena Masouka (belarussisch Алена Мазоўка, engl. Transkription Alena Mazouka; * 30. Juni 1967) ist eine belarussische Langstreckenläuferin, die ihre größten Erfolge im Marathon hatte.
Nationale Titel errang sie 1993 über 3000 m, 1999 über 5000 m sowie von 1994 bis 1997, 1999 und 2003 über 10.000 m.
Bei den Halbmarathon-Weltmeisterschaften kam sie 1994 in Oslo auf Platz 48 und 1995 in Belfort auf Platz 18. 1995 wurde sie Zweite beim Lausanne-Marathon. Im Jahr darauf wurde sie Zehnte beim London-Marathon, belegte beim Marathon der Olympischen Spiele in Atlanta den 24. Platz und gewann den Venedig-Marathon. 
1997 wurde sie Neunte in London und Siebte beim Tokyo International Women’s Marathon. Beim Marathon der Leichtathletik-Weltmeisterschaften in Athen und bei den Halbmarathon-Weltmeisterschaften in Košice erreichte sie nicht das Ziel. 1998 kam sie beim Nagoya-Marathon auf Rang 15, bei den Halbmarathon-Weltmeisterschaften in Uster auf Rang 43 und wurde Siebte beim Peking-Marathon.
2003 siegte sie beim Košice-Marathon. 2004 wurde sie Sechste beim Prag-Marathon und 2005 Zweite beim Warschau-Marathon.
2006 gewann sie den Krakau-Marathon und den Dębno-Marathon. 2007 wurde sie Dritte und 2008 Vierte in Krakau.

## Persönliche Bestzeiten
- 5000 m: 15:36,09 min, 24. Juni 1995, Villeneuve-d’Ascq
- 10.000 m: 32:04,96 min, 22. Juni 1996, Homel
- Halbmarathon: 1:11:59 h, 31. August 1996, Brzeszcze
- Marathon: 2:29:06 h, 13. April 1997, London